# 藝術家的命運
《藝術家的命運》（德語：Rosshalde；直譯：羅斯哈爾德）是德國作家赫爾曼·黑塞的一篇短篇小說，最初發表於1914年。
《藝術家的命運》記錄了主角、畫家約翰（Johann Veraguth）和他的妻子阿黛爾（Adele）失敗的婚姻。這對夫婦有兩個兒子，大兒子搬去上大學，他們的小兒子皮埃爾和他們一起住在莊園裡。 然而這對夫婦並不住在一起。阿黛爾和皮埃爾住在主屋，而約翰住在他們旁邊的小房子裡。皮埃爾是唯一將約翰和阿黛爾聯繫起來的東西，當他病得很重時，這對夫婦的關係逐漸好轉。